# Farángi
Farángi är en ort i Grekland.   Den ligger i prefekturen Nomós Florínis och regionen Västra Makedonien, i den norra delen av landet, 300 km nordväst om huvudstaden Aten. Farángi ligger 546 meter över havet och antalet invånare är 137.
Terrängen runt Farángi är kuperad åt nordost, men åt sydväst är den platt. Runt Farángi är det glesbefolkat, med 17 invånare per kvadratkilometer. Närmaste större samhälle är Amýntaio, 9,5 km väster om Farángi. Trakten runt Farángi består till största delen av jordbruksmark.